# Марково (Міжріченський район)
Ма́рково (рос. Марково) — присілок у складі Міжріченського району Вологодської області, Росія. Входить до складу Ботановського сільського поселення.

## Населення
Населення — 7 осіб (2010; 4 у 2002).
Національний склад (станом на 2002 рік):
- росіяни — 100 %